# Eucera belfragei
Eucera belfragei är en biart som först beskrevs av Cresson 1872.  Eucera belfragei ingår i släktet långhornsbin, och familjen långtungebin. Inga underarter finns listade i Catalogue of Life.